# Nasser Djemaï
Pour les articles homonymes, voir Djemaï.
Nasser Djemaï, né le 13 avril 1971 à Grenoble, est un comédien, auteur et metteur en scène français.

## Biographie
Originaire de Grenoble, Nasser Djemaï commence à travailler pendant deux ans dans plusieurs papeteries des environs tout en suivant en parallèle des cours de théâtre avec plusieurs troupes amateurs.
À 23 ans, il réalise qu'il n'est pas fait pour l'usine et décide d'entreprendre une formation professionnelle d'acteur. Il intègre l'école nationale supérieure de la Comédie de Saint-Étienne en 1995. Il travaille sous la direction d'une vingtaine de formateurs, chorégraphes, chanteurs, danseurs et des metteurs en scènes tels que Mario Gonzalez, René Loyon, Émilie Valantin, Alain Marcel…
Il poursuit ensuite sa formation en Grande-Bretagne à la Birmingham School of Speech of Drama. Il est interprète de metteurs en scène anglo-saxons comme Hettie MacDonald (en) et Frank McGuiness (en).
Il s'installe ensuite à Paris et poursuit sa formation d'acteur auprès de metteurs en scène comme Joël Jouanneau, Philippe Adrien, Robert Cantarella, Alain Françon. 
En 2001, il est engagé au Centre dramatique national de Dijon par Robert Cantarella pour trois créations : il joue notamment dans Algérie 54/62 de Jean Magnan présenté au Théâtre national de la Colline, et mis en scène par Robert Cantarella.
À partir de 2003, il joue et met en scène ses propres textes. Il écrit sa première pièce, Une étoile pour Noël, une histoire inspirée de son propre parcours. Afin qu'il puisse monter sa pièce, Adel Hakim et Élisabeth Chailloux lui ouvrent un espace de répétition au Théâtre des Quartiers d'Ivry en 2003. La pièce est créée à la Maison des métallos, à Paris, en janvier 2005 et jouée plus de 500 fois en France et à l’étranger jusqu’en 2012. Le texte est au programme d'étude dans plusieurs académies (lycées, collèges et universités,).
En 2008, il écrit Les vipères se parfument au jasmin, son deuxième monologue. La pièce est créée à la Scène nationale de Dunkerque.
En novembre 2011, il crée à la MC2 Grenoble Invisibles, autour de la mémoire des Chibanis. L'écriture du texte a fait suite à une importante collecte de paroles.
En janvier 2014, il crée Immortels, sa quatrième pièce. La même année, il obtient trois nominations aux Molières 2014 pour Invisibles, dans les catégories « auteur francophone », « metteur en scène de théâtre public » et « spectacle de théâtre public ». La même année, il obtient le prix Nouveau Talent Théâtre de la SACD.
Durant la saison 2016/2017, il est artiste associé au Théâtre des Quartiers d'Ivry.
Il crée et met en scène Vertiges, en 2017, et Héritiers, en 2019, troisième partie d'une trilogie commencée avec Invisibles, et qualifiée de « trilogie du pourrissement. Pourrissement des déceptions et des humiliations transmises à petites doses à leurs descendants sous forme de petits riens et de murmures à peines [sic] audibles ».
En 2019, il collabore avec le chorégraphe hip-hop grenoblois Bouba Landrille Tchouda pour son solo J'ai pas toujours dansé comme ça.
En septembre 2020, le ministère de la Culture annonce sa nomination à la direction du Théâtre des Quartiers d'Ivry,.
Après avoir présenté ses pièces Héritiers et Invisibles lors de la saison 2021-2022, il crée sa septième pièce, Les Gardiennes, à l'automne 2022. 

### Décoration
- 2015 : Chevalier de l'ordre des Arts et des Lettres[14]

## Œuvres (théâtre)
Kollizion Théâtre de Sartrouville (yvelines) 3 et 4 avril 2025
- Les Gardiennes, Éditions Actes Sud-Papiers, 2022
- Héritiers, Éditions Actes Sud-Papiers, 2019
- Vertiges, Éditions Actes Sud-Papiers, 2017
- Immortels, Éditions Actes Sud-Papiers, 2014
- Invisibles, Éditions Actes Sud-Papiers, 2011
- Les vipères se parfument au jasmin, Éditions Actes Sud-Papiers, 2008
- Une étoile pour Noël ou l’Ignominie de la bonté, Éditions Actes Sud-Papiers, 2005